# STUDIO EASTER
有限公司STUDIO EASTER（日语：有限会社スタジオ·イースター）是一家位於日本東京都新宿區，專門從事動畫的美術、背景製作為主的日本動畫工作室。成立於1985年4月。

## 概要、沿革
1985年4月，由龍之子製作公司出身的美術監督東潤一在東京都新宿區成立。另外該公司也有在韓國成立分公司「KOREA EASTER STUDIO」。成立以來主要承包日昇動畫、TMS Entertainment、Studio Pierrot、BONES、feel.、STUDIO DEEN及P.A.WORKS等國內公司的背景製作、數位上色（上色工作）、數位攝影及3DCG製作為中心。
另外，該公司還有替製作小組取名字，有「組」「組」等多種名稱，於動畫播出時大多會在工作人員表列出。

### 勞動爭議
2012年2月，STUDIO EASTER的3名員工表示該公司未向員工付加班費及以權力對員工進行欺壓，在杉並區成立一般勞組STUDIO EASTER分會。同年4月，正式向東京地方法院起訴，要求公司賠償加班費和損失費2700萬日元。根據《東京新聞》的報導，法院後來對該公司員工進行了三次口頭取證，索賠的費用也漲到约3500萬日元。但STUDIO EASTER公司絲毫卻却没有鬆口的態度，並請了律師，不予評論。
根據一位來自台灣的STUDIO EASTER員工反應，2009年12月入職之後實習期間的時薪是250日元（日薪2000日元），遠遠低於當時東京都的最低時薪821日元。而另一位擔任攝影的日本動畫師表示該公司無視員工權利，並說自2009年入職之後，每天連續掃描上千張動畫原畫和背景用纸，造成脖子、肩膀到手關節的部位發麻罹患頸椎病，經過醫生的診斷表示無法痊癒。然而公司高層卻以“身體帶病無法加班的話就没有工作的價值”為由，減薪4萬日元。並以不斷斥責的言語對員工進行權力騷擾。
到了2014年5月30日，STUDIO EASTER正式與員工於東京地方法院達成和解，全案因而終結。

## 主要參與作品
※粗體字表示合作至今的作品。

### 電視動畫
日昇動畫
- 機動戰士Z鋼彈（1985年－1986年）
- 機動戰士鋼彈ZZ（1986年－1987年）
- 城市獵人（1987年－1988年）
- 機動武鬥傳G鋼彈 （1994年－1995年）
- 星際牛仔（1998年）
- 舞-HiME（2004年－2005年）
- 舞-乙HiME（2005年－2006年）
- 幕末機關說（2006年）
- 偶像大師 XENOGLOSSIA（2007年）
- 穿越宇宙的少女（2009年）
- TIGER & BUNNY（2011年）
- 境界線上的地平線（2011年）
- 加速世界（2012年）
- LoveLive！系列
  - LoveLive！（2013年）
  - LoveLive！2（2014年）
- 機甲巴打（2014年）
- 森（2015年）
- LoveLive！Sunshine!!（2016年）

TMS Entertainment
- 名偵探柯南（1996年－）
- PROJECT ARMS（2001年－2002年）
- 魯莽天使（2002年－2003年）
- 高橋留美子劇場（2003年）
- 高橋留美子劇場 人魚之森（2003年）
- 格鬥美神 武龍（日语：格闘美神 武龍）（2005年－2006年）
- 格鬥美神 武龍 REBIRTH（2006年）
- D.Gray-man （2006年－2008年）
- 淘氣小親親（2008年）
- BRAVE10（2012年）

J.C.STAFF
- 宇宙戰艦山本洋子（共同製作：T-up，1999年）
- 迷糊女戰士（1999年－2000年）
- 青出於藍（2002年）
- 高機動幻想 ～嶄新之行軍歌～（日语：ガンパレード・マーチ 〜新たなる行軍歌〜）（2003年）
- 真月譚 月姬（2003年）
- 我們的仙境 ～Heartful days（2005年）
- 星艦駕駛員（2005年）
- 灼眼的夏娜（2005年－2006年）
- 甦醒的天空 -RESCUE WINGS-（日语：よみがえる空 -RESCUE WINGS-）（2006年）
- Ghost Hunt（2006年－2007年）

Studio Pierrot
- 辣妹當家（2001年－2002年）
- 美鳥的日記（2004年）
- 英國戀物語艾瑪系列
  - 英國戀物語艾瑪（2005年）
  - 英國戀物語艾瑪 第二幕 （2007年）
- BLUE DRAGON（2007年）
- 惡魔奶爸（動畫製作：Studio Pierrot+，2011年－2012年）
- 王者天下（2012年）
- 雙星之陰陽師（2016年－2017年）

BONES
- 翼神世音（2002年）
- KURAU Phantom Memory（日语：KURAU Phantom Memory）（2004年）
- 流浪神差（2014年）
- 地球隊長（2014年）
- 血界戰線（2015年）
- 赤髮白雪姬系列
  - 赤髮白雪姬（2015年）
  - 赤髮白雪姬2（2016年）

GONZO
- 最終兵器彼女（2002年）
- GAD GUARD（共同製作：AmberFilmWorks（日语：アンバーフィルムワークス），2003年）
- SPEED GRAPHER（2005年）
- 聖魔之血（2005年）
- 魔女之刃（2006年）
- 歡迎加入N·H·K！（2006年）
- RED GARDEN （2006年－2007年）
- 風之聖痕（2007年）
- 羅密歐×茱麗葉（2007年）
- 龍鳴（2007年）
- 十字架與吸血鬼 （數位上色，2008年）
- BLASSREITER（2008年）
- 迷宮塔 ～烏魯克之盾～（2008年）
- 咲-Saki-（途中轉由Picture Magic繼承製作，2009年）
- 最後流亡 -銀翼的飛夢-（2011年）

Studio Fantasia
- STRATOS 4（日语：ストラトス・フォー）（2003年）
- 奏光之Strain（2006年）

HAL FILM MAKER
- 詩∽片（2004年）
- 不可思議星球的雙胞胎公主Gyu！（2006年－2007年）
- 暗夜魔法使 The ANIMATION（2007年）
- ARIA The ORIGINATION（2008年）

OLM
- ToHeart2（2005年）
- 魔界戰記 迪斯凱亞（2006年）
- 神奇寶貝 THE ORIGIN（2013年）

Production I.G
- BLOOD+ （2005年－2006年）
- 大江戶火箭（2007年）
- 光明之心 ～幸福的麵包～（2012年）

亞細亞堂
- 怪俠佐羅利2（共同製作：日昇動畫，2005年－2007年）
- 不平衡抽籤（2006年）

ufotable
- 星際海盜（2006年）
- 校園烏托邦 學美向前衝！（2007年）
- Fate/Zero系列
  - Fate/Zero（2011年）
  - Fate/Zero 2nd Season（2012年）

MADHOUSE
- 獸爪（日语：ケモノヅメ）（2006年）
- 東京暴族2（日语：TOKYO TRIBE2）（2006年－2007年）
- 神不在的星期天（2013年）

A-1 Pictures
- Robby & Kerobby（日语：ロビーとケロビー）（2007年）
- 空·之·音（2010年）
- 碎之星（2011年）
- 偶像大師（2011年）
- 偶像大師 灰姑娘女孩（2015年）

Arms
- 現視研2（2007年）
- 百花繚亂 SAMURAI GIRLS（2010年）
- 百花繚亂 SAMURAI BRIDE（2013年）

feel.
- 藍蘭島漂流記（2007年）
- 屍姬系列（共同製作：GAINAX）
  - 屍姬 赫（2008年）
  - 屍姬 玄（2009年）
- FORTUNE ARTERIAL 赤之約束（共同製作：ZEXCS，2010年）
- 迷茫管家與膽怯的我（2011年）
- 南家三姊妹 我回來了（2013年）

動畫工房
- Myself ; Yourself（2007年）
- 戀姬†無雙系列
  - 戀姬†無雙（2008年）
  - 真·戀姬†無雙（2009年）
  - 真·戀姬†無雙 ～少女大亂～（2010年）
- 11eyes（2009年）
- 昨日之歌（2020年）
- 【我推的孩子】（2023年）

ZEXCS
- 魔法人力派遣公司（負責上色，2007年）
- 人家一點都不喜歡啦！（2011年）
- 只要妳說妳愛我（2012年）
- Q弟偵探因幡（2013年）

asread
- 南家三姊妹系列
  - 南家三姊妹 ～再來一碗～（2008年）
  - 南家三姊妹 ～歡迎回家～（2009年）
- 未來日記（2011年）

SATELIGHT
- 超時空要塞F（負責上色，2008年）
- Muv-Luv Alternative Total Eclipse（共同製作：ixtl，2012年）

Seven Arcs
- 鶺鴒女神系列
  - 鶺鴒女神（2008年）
  - 鶺鴒女神 ～Pure Engagement～ （2010年）

Studio五組
- 咲-Saki- 阿知賀篇 episode of side-A（2012年）
- A頻道（2011年）

STUDIO DEEN
- 海貓悲鳴時（2009年）
- 學生會的一存（2009年）
- 薄櫻鬼系列
  - 薄櫻鬼（2010年）
  - 薄櫻鬼 碧血錄（2010年）
  - 薄櫻鬼 黎明錄（2012年）
- GIANT KILLING
- 妖怪少爺系列
  - 妖怪少爺（2010年）
  - 妖怪少爺 ～千年魔京～（2011年）
- 這樣算是殭屍嗎？系列
  - 這樣算是殭屍嗎？（2011年）
  - 這樣算是殭屍嗎？OF THE DEAD（2012年）
- 世界一初戀（2011年）
- 緋色的碎片（2012年）
- 八犬傳 -東方八犬異聞-（2013年）

GAINAX
- 花丸幼稚園（2010年）
- 最強學生會長（2012年）
- 特例措施團體斯特拉女子學院高等科C3部（2013年）

AIC
- 神隱之狼（2010年）
- 強襲魔女2（2010年）
- 我的妹妹哪有這麼可愛！（2010年）
- 放浪男孩（2011年）
- 我的朋友很少（2011年）
- 蝦掰天文社 公立海老栖川高中天悶社（2012年）

P.A.WORKS
- 花開物語（2011年）
- Another（2012年）
- TARI TARI（2012年）
- RDG 瀕危物種少女（2013年）
- 來自風平浪靜的明日（2013年－2014年）
- GLASSLIP（2014年）
- 黑骸（2016年）

8bit
- 前進吧！登山少女（2013年）
- 東京闇鴉（2013年）

DLE
- 雖然是玻璃假面（2013年）
- 山賊日記 真實的獵師奮鬥記（日语：山賊ダイアリー リアル猟師奮闘記）（2015年）

其它
- The Soul Taker ～魂狩～（日语：The Soul Taker 〜魂狩〜）（總承包商：龍之子製作公司，2001年）
- 現視研（總承包商：PALM（日语：パルム (アニメ制作会社)），2004年）
- 神曲奏界（總承包商：銀畫屋，2007年）
- 骷髏13（總承包商：Answer Studio（日语：アンサー・スタジオ），2008年）
- 聖痕鍊金士（總承包商：Hoods Entertainment，2010年、2011年）
- STEINS;GATE（總承包商：WHITE FOX，2011年）
- 向銀河開球（總承包商：TYO Animations，2012年）

### OVA
- 魔法騎士（總承包商：TMS Entertainment，1997年）
- てなもんやボイジャーズ（日语：てなもんやボイジャーズ）（總承包商：Studio Pierrot，1999年）
- 柯塞特的肖像（總承包商：童夢，2004年）
- 重金搖滾雙面人（總承包商：STUDIO 4℃，2008年）
- 聲優初體驗！（總承包商：Studio五組，2010年）

### 電影動畫
- 劇場版 數碼寶貝大冒險02系列（總承包商：東映動畫，2000年）
- Escaflowne（總承包商：日昇動畫，2000年）
- 劇場版 機動戰士Z鋼彈：A New Translation -星之繼承者-（總承包商：日昇動畫，2005年）
- 劇場版 怪傑佐羅利：神秘寶藏大作戰（總承包商：日昇動畫、亞細亞堂，2006年）
- 勇者物語（總承包商：GONZO，2006年）
- 劇場版 灼眼的夏娜（總承包商：J.C.STAFF，2007年）
- 劇場版 空之境界系列（總承包商：ufotable，2007年－2013年）
- 10th週年劇場版 遊戲王 ～超融合！跨越時空的羈絆～（總承包商：GALLOP，2010年）
- 劇場版 STEINS;GATE：負荷領域的既視感（總承包商：WHITE FOX，2013年）
- 雖然是玻璃假面 THE MOVIE：女間諜之戀！紫玫瑰是危險的香味!?（總承包商：DLE（日语：ディー・エル・イー），2013年）

## 來源
1. 1 2 3 4 5 6  . STUDIO EASTER.   [2017-04-03]. （原始内容存档于2017-04-24） （日语）.
2. 1 2 3 4  . 電影演劇勞動組合聯合會. 2014-05-30  [2017-04-03]. （原始内容存档于2016-05-07） （日语）.
3. 1 2 3 4 5 6 7 8 9  . 卡卡洛普 Gamme. 2015-11-06  [2017-04-03]. （原始内容存档于2016-05-07） （中文）.

## 相關人物
- 東潤一

## 相關項目
- 美術指導
- AtelierPlatz（日语：アトリエPlatz）
- 株式會社Palsar Design（日语：パルサーデザイン）
- 日本動畫工作室列表

## 外部連結
- 有限公司STUDIO EASTER公式官網（页面存档备份，存于） （日語）